# Sayers (krater)
För andra betydelser, se Sayers.
Sayers är en nedslagskrater med en diameter på ungefär 98 kilometer, på planeten Venus. Sayers har fått sitt namn efter den brittiska författarinnan Dorothy L. Sayers.